# Roménia no Festival Eurovisão da Canção 2010
A Roménia participou no Festival Eurovisão da Canção 2010..

## Seleção nacional
Mais uma vez, a Roménia utilizou uma final nacional para selecionar o seu representante para Oslo No entanto, a 5 de novembro foi realizado um debate na TVR para determinar como qual seria o verdadeiro formato do evento e de todos os aspetos relacionados com a participação romena na Eurovisão 2010.
Os 54 artistas foram:
| - Alex - Alexa (NF 2009) - Alexandra Ungureanu (NF 2003, 2004, 2005) - Alina Eremia (JESC 2005) - Andra (NF 2007) - Andreea Banica - Annamari Dancs - Angelica Vasilcov - Adrian Enache (NF 1994, 2004) - Adrian Daminescu (NF 1996) - Aurelian Temisan (NF 2003) - Blaxy Girls (NF 2009) - Catalin Josan (NF 2008, 2009) - Cream - Daniel Iordachioaie - Delia Matache - Dj Project - Dragos Chircu | - Desperado (NF 2003, 2007) - Directia 5 - Giulia - Holograf - Horia Brenciu - Inna - Ionut Ungureanu (NF 2008) - Keo - Laurentiu Cazan (NF 1993, 2000) - Lora (Wassabi) (NF 2007) - Loredana Groza (NF 2005) - Lucia Dumitrescu - Luminiţa Anghel (ESC 2005) - Mandinga (NF 2005) - Marcel Pavel (ESC 2002) - Maria Radu (NF 2004) - Marker - Mihai Trăistariu (ESC 2006) - Miki | - Monica Anghel (ESC 1996, 2002) - Narcisa Suciu - Nico (ESC 2008) - Nicoleta Alexandru (ESC 2003) - Ovi (Norway NF 2009) - Paula Seling (NF 2008) - Pepe - Proconsul (NF 2002) - Provincialii (NF 2004, 2008) - Randi - Razvan Crivaci (NF 2003) - Red & Blonde (NF 2009) - Roxy Rocks - Smiley (NF 2007 with Simplu and Andra) - Stefan Banica Junior - Voltaj (NF 2002) - Xonia - Zero (NF 2008, 2009) |

NF - Final Nacional
ESC - Festival Eurovisão da Canção
Dos 54 artistas semi-finalistas, apenas 16 foram escolhidos. São eles:
| Artista                           | Canção                          |
| --------------------------------- | ------------------------------- |
| TBA                               | "Come As One"                   |
| Paula Seling & Kamara Ghedi       | "It's Not Too Late"             |
| David Brian                       | "Searching for Perfect Emotion" |
| Trupa Pasager                     | "Running Out of Time"           |
| Paula Seling & Ovidiu Cernauteanu | "Playing With Fire"             |
| TBA                               | "See You in Heaven"             |
| Lora & Sony Flame                 | "Come Along"                    |
| Răzvan Krivach                    | "Jackpot"                       |
| Cătălin Josan                     | "Round Around"                  |
| Alexandra Ungureanu               | "Crazy"                         |
| Tina Geru                         | "Love Is War"                   |
| Dalma                             | "I'm Running"                   |
| Luminiţa Anghel                   | "Save their Lives"              |
| TBA                               | "Baby"                          |
| Zero                              | "Lay Me Down"                   |
| Anda Adam & Connect-R             | "Surrender"                     |